# Leptodactylus cupreus
Leptodactylus cupreus är en groddjursart som beskrevs av Caramaschi, Feio och São-Pedro 2008. Leptodactylus cupreus ingår i släktet Leptodactylus och familjen tandpaddor. IUCN kategoriserar arten globalt som otillräckligt studerad. Inga underarter finns listade i Catalogue of Life.